# 페르 칼름

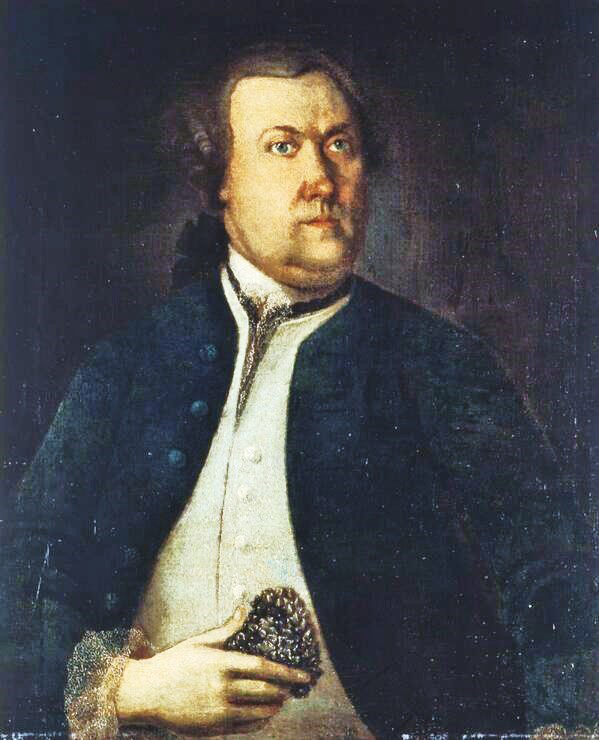
이 그림은 일부 현대 역사가들이 페르 칼름의 동료인 페르 가드(Pehr Gadd)의 것일 수도 있다고 제안했지만, 일반적으로 페르 칼름을 그린 것으로 여겨지는 그림이다. 1764년 요한 게오르그 가이텔의 작품이다.

페르 칼름(영어: Pehr Kalm, 1716년 3월 6일~1779년 11월 16일)은 페테르 칼름(영어: Peter Kalm)으로도 알려져 있으며, 핀란드-스웨덴의 탐험가, 식물학자, 박물학자, 농업경제학자이다. 그는 칼 린네의 가장 중요한 제자들 중 한 사람이다.
1747년에 그는 농업이 유용할 수 있는 씨앗과 식물을 가져오기 위해 스웨덴 왕립 과학한림원으로부터 북미 식민지를 여행하라는 임무를 받았다. 그의 많은 과학적 업적 중 하나는 숙련된 과학자가 나이아가라 폭포에 대해 최초로 기술한 문서를 남긴 것이었다. 또한 그는 북미에 서식하는 17년 주기의 생활사를 갖는 매미인 마기시카다 셉텐데심(Magicicada septendecim)에 관한 최초의 과학 논문을 발표했다.
페르 칼름은 수많은 유럽 언어로 번역된 여행 기록을 남겼다. 20세기의 영어 번역본으로는 스웨덴계 미국인 학자인 아돌프 B. 벤슨이 번역한 《페르 칼름의 북미 여행: 1770년의 영어 버전》(Peter Kalm's Travels in North America: The English Version of 1770)이 있다.

## 같이 보기
- 칼 폰 린네
- 스웨덴 왕립 과학한림원

## 더 읽을거리
- Kalm, Peter (1772). 《Travels into North America; Containing Its Natural History, and a Circumstantial Account of Its Plantations and Agriculture in General, with the Civil, Ecclesiastical and Commercial State of the Country, the Manners of the Inhabitants, and Several Curious and Important Remarks on Various Subjects. Translated into English by John Reinhold Forster》 1 2판. London: Printed for T. Lowndes, No. 77, in Fleet-street. ISBN 9780665515019. LCCN 02013569. OCLC 1042021758. 2021년 8월 24일에 확인함 – Internet Archive 경유. (The second volume can be found at .)
- Benson, Adolph B. Peter Kalm's Travels in North America: The English Version of 1770. (v. 1 & 2.) Dover Publishing,  1987. ISBN 978-0-486-25423-4
- Robbins, Paula Ivaska  The Travels of Peter Kalm: Finnish-Swedish Naturalist Through Colonial North America, 1748-1751. Purple Mountain Press, 2007. ISBN 978-1-930098-80-0
- Kerkkonen, Martti. Peter Kalm's North American Journey: Its Ideological Background and Results. Helsinki, 1959.